# Now You See It...
Now You See It... es una película original de Disney Channel estrenada el 14 de enero de 2005. Dirigida por Duwayne Dunham y protagonizada por Alyson Michalka y Johnny Pacar.

## Sinopsis
El mago profesional "Mystic Max" es el anfitrión de un programa de telerrealidad. A los tres equipos finalistas se les permite ser directores de televisión y camarógrafos y a los mejores magos ir a una competición en la Mansión Mágica de Hollywood. La nerd Allyson Miller descubre a Danny Sinclair, quien hace trucos jamás vistos pero que usualmente carece de confianza. Mientras la competición avanza Danny investiga los secretos de la mansión escondidos por el mago fundador Antonio de Milo.

## Reparto
- Alyson Michalka como Allyson Miller.
- Johnny Pacar como Danny Sinclair.
- Frank Langella como Max.
- Chris Olivero como Hunter.
- Brendan Hill como Cedric.
- Gabriel Sunday como Brandon.
- Amanda Shaw como Zoey Cunningham.
- Dremaceo Giles como Ron.
- Patrick Hazell como Sr. Sinclair
- Andrea Ragsdale como Sra. Sinclair
- Deneen Tyler como Sra. McCallister
- Spike Spencer como Paul.

- Datos: Q2165934